# Cygany (Markotów Duży)
Cygany (do 31 grudnia 2002 Cygan) – kolonia wsi Markotów Duży (do 31 grudnia 2002 wieś) w Polsce, położona w województwie opolskim, w powiecie kluczborskim, w gminie Wołczyn.